# Робин Уильямс (писательница)
Робин Патриция Уильямс (родилась 9 октября 1953) — американский просветитель, автор многих популярных книг о компьютерах, а также книги «Лебедь с берегов Эйвона: женщина написала Шекспира?». «Лебедем с берегов Эйвона» назвал Шекспира Бен Джонсон. Среди ее книг о компьютерах руководства по стилю «Mac не пишущая машинка» и «Дизайн для НЕдизайнеров», а также многочисленные пособия для различных операционных систем и приложений MacOS, в том числе «Маленькая книга о Mac». «С помощью своих книг, курсов и семинаров… [Уильямс] оказала влияние на целое поколение компьютерных пользователей в области дизайна, типографики, верстки, всемирной паутины и Macintosh.»

## Биография
Уильямс выросла в Сан-Хосе и Фримонт (Калифорния) и окончила Вашингтонскую общеобразовательную школу во Фримонте. Позже она училась в Колледже Олон и Колледже Санта-Роза Джуниор. В 2011 году получила степень магистра в Университете Брунеля в Лондоне за исследование авторства Шекспира и в 2014 году защитила докторскую диссертацию в том же университете.
Она писатель, преподаватель колледжа, и лектор. Руководила Ассоциацией профессиональных интернет-пользователей Нью-Мексико и Группой Mac пользователей Санта-Фе. Они основала Сообщество Мэри Сидни.
Она замужем за графическим дизайнером и соавтором Джоном Толлеттом, у нее трое детей.

## Писательство
Она написала, оформила и опубликовала более пятидесяти книг на связанные с компьютером темы, переведенные на 23 языка.
- The Non-Designer’s Presentation Book
- Little Mac Book, Leopard Edition, The
- Mac OS X 10.5 Leopard: Peachpit Learning Series, Adobe ReaderDownload
- Mac OS X 10.5 Leopard: Peachpit Learning Series
- Non-Designer’s Design and Type Books, Deluxe Edition, The
- Non-Designer’s Collection, The
- Non-Designer’s Type Book, The, 2nd Edition
- Little Mac Book, Tiger Edition, The
- Mac OS X 10.4 Tiger: Peachpit Learning Series
- Little Mac Book, The, Panther Edition
- Robin Williams Mac OS X Book, The, Panther Edition
- Non-Designer’s Design Book, The, 2nd Edition
- Mac is not a typewriter, The, 2nd Edition
- Robin Williams Mac OS X Book, The, Jaguar Edition, 2nd Edition
- Little Mac OS X Book, The
- Little Mac Book, The, 7th Edition
- How to Boss Your Fonts Around, 2nd Edition
- Mac is not a typewriter, The
- Writing as Williams, Robin P. (2006): Sweet Swan of Avon: Did a Woman Write Shakespeare? (Imprint: Wilton Circle Press)